# Imma halonitis
Imma halonitis är en fjärilsart som beskrevs av Edward Meyrick 1920. Imma halonitis ingår i släktet Imma och familjen Immidae. Inga underarter finns listade i Catalogue of Life.